# Szymon Łukasiak
Szymon Łukasiak (ur. 3 września 1987 w Krakowie) – polski koszykarz występujący na pozycjach silnego skrzydłowego oraz środkowego.

## Życiorys
15 sierpnia 2016 został zawodnikiem Kinga Wilków Morskich Szczecin. 30 sierpnia 2017 został zawodnikiem BM Slam Stali Ostrów Wielkopolski.
18 marca 2019 powrócił do składu Arged BM Slam Stali Ostrów Wielkopolski.
5 maja 2020 dołączył do GTK Gliwice.

## Osiągnięcia
Stan na 14 lipca 2020, na podstawie, o ile nie zaznaczono inaczej.
NCAA
- Mistrz sezonu regularnego konferencji Atlantic Sun (2009, 2010)

Drużynowe
- Wicemistrz Polski (2018)[6]